# 4429 Chinmoy
4429 Chinmoy (1978 RJ2) là một tiểu hành tinh vành đai chính được phát hiện ngày 12 tháng 9 năm 1978 bởi N. S. Chernykh ở Nauchnyj. Các tiểu hành tinh được tên của nó từ tiếng Bengal nhà văn, nhà thơ và triết gia Sri Chinmoy (1931-2007).

## Liên kết ngoài

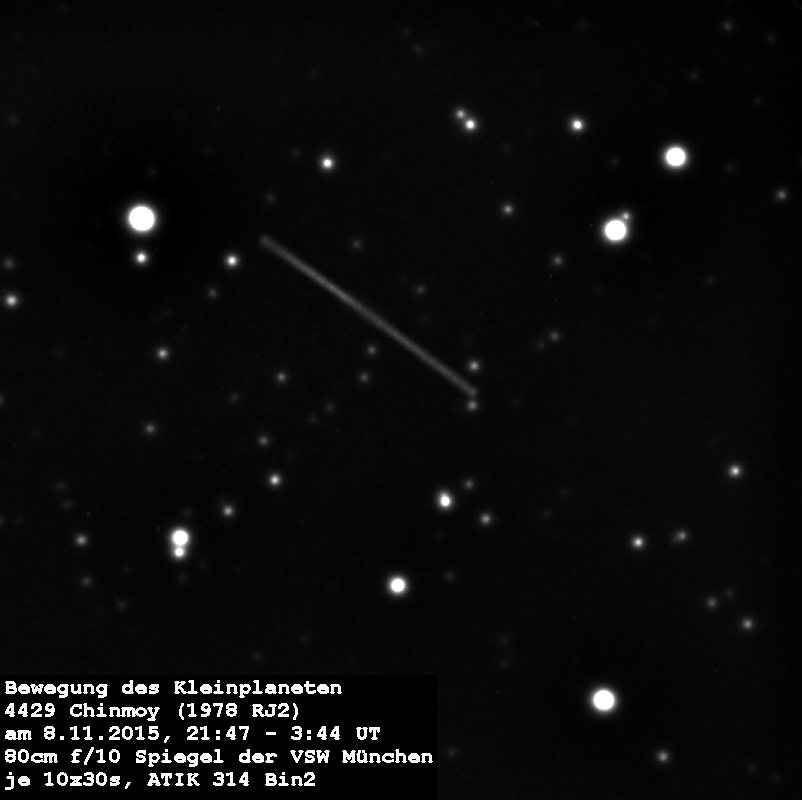
Hình ảnh từ 4429 Chinmoy